# Ragna Crimson
Ragna Crimson (jap. ラグナクリムゾン Raguna Kurimuzon) – manga autorstwa Daikiego Kobayashiego, publikowana na łamach magazynu „Gekkan Gangan Joker” wydawnictwa Square Enix od 22 marca 2017. Na jej podstawie powstał telewizyjny serial anime, który emitowano od października 2023 do marca 2024.
W Polsce prawa do dystrybucji mangi nabyło wydawnictwo Studio JG.

## Fabuła
W świecie, w którym smoki władają niebem, morzem i lądem, ci, którzy chcą z nimi walczyć i zwyciężyć, muszą przekroczyć granice normalnej ludzkiej siły. Nastawiony na zwycięstwo za wszelką cenę, łowca smoków Ragna łączy siły z tajemniczym Crimsonem, którego motywacja mogą być niejasne, ale ich cel jest ten sam: zniszczenie smoczych monarchów. W pewnym momencie Ragna nawiązuje współpracę z Leoniką, mistrzynią pogromców smoków, która posiada na swoim koncie więcej zabójstw niż pozostałe. Z kolei Ragna postawił za cel zostać u boku Leoniki, jednak intencje szybko zostają zniszczone po ataku najgroźniejszego smoka.

## Bohaterowie
- Ragna (jap. ラグナ Raguna)

Seiyū: Chiaki Kobayashi 
- Crimson (jap. クリムゾン Kurimuzon)

Seiyū: Ayumu Murase 
- Leonica (jap. レオニカ Reonika)

Seiyū: Inori Minase 
- Ultimatia (jap. アルテマティア Arutematia)

Seiyū: Reina Ueda 
- Grymwelte (jap. グリュムウェルテ Guryumuwerute)

Seiyū: Takehito Koyasu 
- Disas Trois (jap. ディザストロワ Dizasutorowa)

Seiyū: Shunsuke Takeuchi 
- Temruogtaf (jap. メルグブデ Merugubude)

Seiyū: Kōzō Shioya 
- Michael (jap. ミハイル Mihairu)

Seiyū: Yoshihito Sasaki 
- Król Femud (jap. フェムド王 Femudo ō)

Seiyū: Takashi Matsuyama 

## Manga
Pierwszy rozdział mangi został opublikowany 22 marca 2017 w magazynie „Gekkan Gangan Joker”. Następnie wydawnictwo Square Enix rozpoczęło zbieranie rozdziałów do wydań w formacie tankōbon, których pierwszy tom ukazał się 21 października tego samego roku. Według stanu na 20 czerwca 2024, do tej pory wydano 14 tomów.
11 lutego 2022 wydawnictwo Studio JG ogłosiło, że nabyło prawa do dystrybucji mangi w Polsce, premiera zaś odbyła się 6 maja 2022.
| Nr | Język japoński       | Język japoński         | Język polski     | Język polski           |
| Nr | Data wydania         | ISBN                   | Data wydania     | ISBN                   |
| -- | -------------------- | ---------------------- | ---------------- | ---------------------- |
| 1  | 21 października 2017 | ISBN 978-4-7575-5506-8 | 6 maja 2022      | ISBN 978-83-8001-892-1 |
| 2  | 22 grudnia 2017      | ISBN 978-4-7575-5558-7 | 11 sierpnia 2022 | ISBN 978-83-8001-937-9 |
| 3  | 22 lipca 2018        | ISBN 978-4-7575-5790-1 | 22 grudnia 2022  | ISBN 978-83-8257-067-0 |
| 4  | 22 stycznia 2019     | ISBN 978-4-7575-5981-3 | 24 lutego 2023   | ISBN 978-83-8257-117-2 |
| 5  | 22 lipca 2019        | ISBN 978-4-7575-6180-9 | 23 maja 2023     | ISBN 978-83-8257-159-2 |
| 6  | 22 stycznia 2020     | ISBN 978-4-7575-6475-6 | 4 września 2023  | ISBN 978-83-8257-206-3 |
| 7  | 21 lipca 2020        | ISBN 978-4-7575-6756-6 | 11 marca 2024    | ISBN 978-83-8257-333-6 |
| 8  | 22 stycznia 2021     | ISBN 978-4-7575-7041-2 | 12 lipca 2024    | ISBN 978-83-8257-473-9 |
| 9  | 20 sierpnia 2021     | ISBN 978-4-7575-7428-1 | 13 grudnia 2024  | ISBN 978-83-8257-574-3 |
| 10 | 22 marca 2022        | ISBN 978-4-7575-7828-9 | —                |                        |
| 11 | 22 sierpnia 2022     | ISBN 978-4-7575-8084-8 | —                |                        |
| 13 | 21 listopada 2023    | ISBN 978-4-7575-8907-0 | —                |                        |
| 14 | 20 czerwca 2024      | ISBN 978-4-7575-9264-3 | —                |                        |

## Anime
19 marca 2022 redakcja magazynu „Gangan Joker” podała do wiadomości, że manga otrzyma adaptację w formie telewizyjnego serialu anime. Seria została wyprodukowana przez studio Silver Link i wyreżyserowana przez Kena Takahashiego. Scenariusz napisał Deko Akao, postacie zaprojektował Shinpei Aoki, a muzykę skomponowali Kōji Fujimoto i Osamu Sasaki. Anime emitowano od 1 października 2023 do 31 marca 2024 w Tokyo MX i innych stacjach. Podczas Anime Expo 2022 Sentai Filmworks ogłosiło, że nabyło prawa dystrybucji serialu poza Azją.

### Ścieżka dźwiękowa
| Nr             | Tytuł                                             | Wykonawcy           | Źródło   |
| Czołówka       | Czołówka                                          | Czołówka            | Czołówka |
| -------------- | ------------------------------------------------- | ------------------- | -------- |
| 1              | „Roar”                                            | Ulma Sound Junction | [ 31 ]   |
| 2              | „Kannōsei Liberation” (jap. 感脳性リベレーション) | saji                | [ 34 ]   |
| Napisy końcowe |                                                   |                     |          |
| 1              | „Rinkaku” (jap. 鱗角)                             | Watashi Kobayashi   | [ 32 ]   |
| 2              | „Sora ni shirube yū” (jap. 空に標結う)            | Watashi Kobayashi   | [ 34 ]   |